# 雲渓芦信行
雲渓芦 信行（うんけいろ のぶゆき、生没年不詳）とは、江戸時代の浮世絵師。

## 来歴
師系・経歴不明。雲渓芦と号す。作画期は寛政末年から享和の頃とされ、「柳下蛍狩図」（紙本着色、『浮世絵大成』第7巻所載）の1点が作として知られる。「柳下蛍狩図」は柳の木の下で団扇を持って蛍狩りをする美人を描いており、鳥文斎栄之そのままの画風である。